# Gangeszi pápaszemesmadár
A gangeszi pápaszemesmadár (Zosterops palpebrosus) a madarak osztályának verébalakúak (Passeriformes) rendjébe és a pápaszemesmadár-félék (Zosteropidae) családjába tartozó faj.
Erről a fajról választották le a következő fajokat:
- Hume-pápaszemesmadár (Zosterops auriventer) - 2017-ben leválasztott faj
- jávai pápaszemesmadár (Zosterops  melanurus) -  2018-ban leválasztott faj

## Előfordulása
Afganisztán, Banglades, Bhután, Kambodzsa, Kína, India, Indonézia, Irán, Laosz, Malajzia, Mianmar, Nepál, Pakisztán, Srí Lanka, Thaiföld és Vietnám területén honos.

## Alfajai
- Zosterops palpebrosus egregius - India déli része, Srí Lanka és a Laksadíva szigetek
- Zosterops palpebrosus nicobaricus - Andamán- és Nikobár-szigetek
- Zosterops palpebrosus nilgiriensis - Nilgiri-hegység és Nyugati-Ghátok (délnyugat-India)
- Zosterops palpebrosus occidentis - Északnyugat-India
- Zosterops palpebrosus palpebrosus - Omán, Irán, Afganisztán, Pakisztán, Közép- és Észak-India, Banglades, Nepál, Bhután és Mianmar északnyugati része
- Zosterops palpebrosus salimalii - Keleti-Ghátok (Délkelet-India)
- Zosterops palpebrosus siamensis - Tibet délkeleti része, Mianmar déli része, Thaiföld északi része, Laosz és Délkelet-Kína
- Zosterops palpebrosus williamsoni - Thaiföld déli része és Kambodzsa nyugat része

## Megjelenése
Testhossza 10 centiméter.

## Szaporodása
Fészekalja 2-5 tojásból áll.